# Tournoi de tennis de Fort Myers
Le tournoi de Fort Myers (Floride, États-Unis) est un tournoi de tennis féminin du circuit professionnel WTA.
Cinq éditions de l'épreuve ont été organisées de 1978 à 1982. L'édition 1982, remportée en simple dames par la Sud-Coréenne Duk-Hee Lee, est la première victoire d'une Asiatique dans un tournoi du circuit WTA.

## Palmarès

### Simple
| No | Date       | Nom et lieu du tournoi                        | Catégorie | Dotation | Surface      | Vainqueure       | Finaliste           | Score         |         |
| -- | ---------- | --------------------------------------------- | --------- | -------- | ------------ | ---------------- | ------------------- | ------------- | ------- |
| 1  | 06-03-1978 | Avon Futures of Southwest Florida, Fort Myers | Futures   | 20 000 $ | Terre (ext.) | Renée Richards   | Laura duPont        | 6-1, 6-7, 6-4 | Tableau |
| 2  | 05-03-1979 | Avon Futures of Fort Myers, Fort Myers        | Futures   | 25 000 $ | Terre (ext.) | Regina Maršíková | Janet Newberry      | 6-4, 6-2      | Tableau |
| 3  | 10-03-1980 | Avon Futures of Southwest Florida, Fort Myers | Futures   | 25 000 $ | Terre (ext.) | Jeanne Duvall    | Felicia Raschiatore | 6-4, 3-6, 6-3 | Tableau |
| 4  | 05-01-1981 | Avon Futures of Southwest Florida, Fort Myers | Futures   | 30 000 $ | Dur (int.)   | Ann Kiyomura     | Kathleen Cummings   | 6-3, 6-2      | Tableau |
| 5  | 04-01-1982 | Avon Futures of Fort Myers, Fort Myers        | Futures   | 40 000 $ | Dur (int.)   | Lee Duk-hee      | Yvonne Vermaak      | 6-0, 6-3      | Tableau |

### Double
| No | Date       | Nom et lieu du tournoi                       | Catégorie | Dotation | Surface      | Vainqueures                    | Finalistes                     | Score         |         |
| -- | ---------- | -------------------------------------------- | --------- | -------- | ------------ | ------------------------------ | ------------------------------ | ------------- | ------- |
| 1  | 06-03-1978 | Avon Futures of Southwest Florida Fort Myers | Futures   | 20 000 $ | Terre (ext.) | Pam Whytcross Chris O'Neil     | Ann Kiyomura Renée Richards    | 6-3, 6-1      | Tableau |
| 2  | 05-03-1979 | Avon Futures of Fort Myers Fort Myers        | Futures   | 25 000 $ | Terre (ext.) | Diane Desfor Barbara Hallquist | Marjorie Blackwood Kym Ruddell | 6-4, 6-4      | Tableau |
| 3  | 10-03-1980 | Avon Futures of Southwest Florida Fort Myers | Futures   | 25 000 $ | Terre (ext.) | Diane Desfor Barbara Hallquist | Carrie Meyer Sabina Simmonds   | 6-3, 6-1      | Tableau |
| 4  | 05-01-1981 | Avon Futures of Southwest Florida Fort Myers | Futures   | 30 000 $ | Dur (int.)   | Rene Blount Dianne Morrison    | Renée Richards Joyce Portman   | 6-1, 6-3      | Tableau |
| 5  | 04-01-1982 | Avon Futures of Fort Myers Fort Myers        | Futures   | 40 000 $ | Dur (int.)   | Marjorie Blackwood Susan Leo   | Pat Medrado Cláudia Monteiro   | 2-6, 6-1, 6-2 | Tableau |